# Diospyros albiflora
Diospyros albiflora là một loài thực vật có hoa trong họ Thị. Loài này được Alston mô tả khoa học đầu tiên năm 1931.